# 鹽霧試驗設備
鹽霧試驗機是對機械、工業、電子、儀錶五金等領域研究其產品的環境適應性及可靠性，同時也是人工類比氣候環境實現濕熱、煙霧、黴菌等三防試驗之一。

## 工作原理
鹽霧試驗是一種主要利用鹽霧試驗設備所創造的人工比照式鹽霧環境條件，來考核產品或金屬材料耐腐蝕性能的環境試驗。它分為二大類，一類為天然環境暴露試驗，另一類為人工加速比照式鹽霧環境試驗。人工比照式鹽霧環境試驗是利用一種具有一定容積空間的試驗設備——鹽霧試驗箱，在其容積空間內用人工的方法，造成鹽霧環境來對產品的耐鹽霧腐蝕性能品質進行考核。
鹽霧試驗基本內容是在35攝氏度下，5%的氯化鈉水溶液，在試驗箱內噴霧，比照海水環境的加速腐蝕方法，其耐受時間的長短決定耐腐蝕性能的好壞。
它與天然環境相比，其鹽霧環境的氯化物的鹽濃度，可以是一般天然環境鹽霧含量的幾倍或幾十倍，使腐蝕速度大大提高，對產品進行鹽霧試驗，得出結果的時間也大大縮短。如在天然暴露環境下對某產品樣品進行試驗，待其腐蝕可能要1年，而在人工比照式鹽霧環境條件下試驗，只要24小時，即可得到相似的結果。
腐蝕是材料或其性能在環境的作用下引起的破壞或變質。大多數的腐蝕發生在大氣環境中，大氣中含有氧氣、濕度、溫度變化和污染物等腐蝕成分和腐蝕因素。鹽霧腐蝕就是一種常見和最有破壞性的大氣腐蝕。這裏講的鹽霧是指氯化物的大氣，它的主要腐蝕成分是海洋中的氯化物鹽——氯化鈉，它主要來源於海洋和內地鹽鹼地區。鹽霧對金屬材料表面的腐蝕是由於含有的氯離子穿透金屬表面的氧化層和防護層與內部金屬發生電化學反應引起的。同時，氯離子含有一定的水合能，易被吸附在金屬表面的孔隙、裂縫排擠並取代氯化層中的氧，把不溶性的氧化物變成可溶性的氯化物，使鈍化態表面變成活潑表面。造成對產品極壞的不良反應。
鹽霧試驗標準是對鹽霧試驗條件，如溫度、濕度、氯化鈉溶液濃度和PH值等做的明確具體規定，另外還對鹽霧試驗箱性能提出技術要求。同種產品採用那種鹽霧試驗標準要根據鹽霧試驗的特性和金屬的腐蝕速度及對鹽霧的敏感程度選擇。
鹽霧試驗的目的是為了考核產品或金屬材料的耐鹽霧腐蝕品質，而鹽霧試驗結果判定正是對產品品質的宣判，它的判定結果是否正確合理，是正確衡量產品或金屬抗鹽霧腐蝕品質的關鍵。
鹽霧試驗設備一般應用塔式氣流噴霧裝置，其原理是利用外部氣源提供壓縮空氣結合內壓力桶從噴嘴處噴射所產生的高速氣流,於在吸水管的上方形成負壓,配置的溶液在壓力的作用下沿著特定面積的錐形吸水管迅速上升到噴嘴處,被高速氣流霧化並噴向噴霧管頂端的錐形分霧器後，再由噴霧口飄出,擴散到試驗室試驗空形成彌漫狀態,自然降落在試件上，即進如鹽霧耐腐蝕試驗等類似的試驗。

## 可試驗分類
1. 覆蓋層，中性鹽霧試驗（NSS試驗）
2. 金屬覆蓋層，銅加速乙酸鹽霧試驗（CASS試驗）

## 相關
- 鹽霧試驗（英语：Salt spray test）